# Marcel Clech
Pour les articles homonymes, voir Clech.
Marcel Clech (11 octobre 1905-24 mars 1944) fut, pendant la Seconde Guerre mondiale, un agent secret français du Special Operations Executive, section F (française).

## Identités
- État civil : Marcel Rémy Clech
- Comme agent du SOE, section F :
  - Nom de guerre (field name) : « Bastien », Georges 60
  - Nom de code opérationnel : GROOM
  - Noms de code du Plan, pour la centrale radio : SANCTION
  - Faux papiers : Marcel Cornic ; Yves Le Bras (2e mission)
  - Pseudo : André[1]

Parcours militaire : SOE, section F, General List ; grade : Lieutenant ; matricule : no 225589

## Famille
- Ses parents : Jean-Marie Clech et Ursule Le Lay
- Sa femme : Francine Le Goff - Mariage le 15 décembre 1928

## Éléments biographiques
Marcel Clech naît le 11 octobre 1905 à Plougasnou (29) en France.
Résidence : Londres W. Marcel Clech est chauffeur de taxi dans la vie civile.
Première mission
Définition de la mission : opérateur radio du réseau AUTOGIRO
Dans la nuit du 20 au 21 avril 1942, amené par sous-marin, il accoste à Miramar, près de Cannes. Début mai, en arrivant à Lyon, il apprend que Pierre de Vomécourt « Lucas », chef du réseau, a été arrêté (le 25 avril).
Réorientation de la mission : opérateur radio du réseau MONKEYPUZZLE
Sa mission est alors modifiée et il est orienté sur Tours, où il est affecté au réseau MONKEYPUZZLE de Raymond Flower « Gaspar ». Il y travaille à partir d'août.
Dans la nuit du 14 au 15 avril 1943, il est ramené à Londres par Lysander.
Seconde mission
Définition de la mission : opérateur radio du réseau INVENTOR de Sydney Jones « Élie », avec Vera Leigh « Simone », courrier.
Dans la nuit du 14 au 15 mai 1943, il est amené par Lysander. Le 19 novembre 1943, en début d’après-midi, il est arrêté alors qu’il est en train de finir d’émettre de chez Lucie Arthus au 53 rue de l’Est à Boulogne-Billancourt ; il a été localisé par le service allemand de radiogoniométrie. Déporté, il est exécuté en captivité à Mauthausen (ou Ebensee), Autriche, le 24 mars 1944.

## Reconnaissance

### Distinctions
- France : Médaille de la Résistance

### Monuments
- En tant que l'un des 104 agents de la section F morts pour la France, Marcel Clech est honoré au mémorial de Valençay, Indre, France.
- Brookwood Memorial, Surrey, panneau 21, colonne 3.

## Sources
- Site Special Forces Roll of Honour.
- Le Mémorial de la section F, Gerry Holdsworth Special Forces Charitable Trust, 1992
- Michael R. D. Foot, Des Anglais dans la Résistance. Le Service Secret Britannique d'Action (SOE) en France 1940-1944, annot. Jean-Louis Crémieux-Brilhac, Tallandier, 2008,  (ISBN 978-2-84734-329-8) /  (EAN 9782847343298). Traduction en français par Rachel Bouyssou de (en) SOE in France. An account of the Work of the British Special Operations Executive in France, 1940-1944, London, Her Majesty's Stationery Office, 1966, 1968 ; Whitehall History Publishing, in association with Frank Cass, 2004. Ce livre présente la version officielle britannique de l’histoire du SOE en France.
- Hugh Verity, Nous atterrissions de nuit..., préface de Jacques Mallet, 5e édition française, Éditions Vario, 2004 ;  (ISBN 2-913663-10-9)